# Plato bruneti
Plato bruneti är en spindelart som först beskrevs av Willis J. Gertsch 1960.  Plato bruneti ingår i släktet Plato och familjen strålspindlar. Inga underarter finns listade i Catalogue of Life.